# Марс 1962B
«Марс 1962B» (Марс 2МВ-3 № 1) — также известный на Западе как Спутник 24, советская автоматическая межпланетная станция серии 2МВ, запущенная в 1962 году. Являлась частью программы «Марс» и была предназначена для посадки на поверхность Марса.
Космический аппарат был запущен в 4 ноября 1962 года в 15:35:15 UTC, с космодрома Байконур 1/5 ракетой-носителем «Молния» 8K78. КА не смог покинуть земную орбиту. Из-за преждевременного выпадения штатива программного запоминающего устройства на 33-й секунде работы произошло преждевременное отключение разгонного двигателя С1.5400.А1. Причиной этого стала недостаточная вибропрочность штатива при сильных вибрациях второй ступени ракеты-носителя. Станция осталась на орбите ИСЗ с наклонением 64,7°, высотой 200 x 226 км и периодом обращения 88,7 мин. 5 ноября 1962 года она вошла в плотные слои земной атмосферы и сгорела.
Вначале спутник носил название «Спутник 31», и позже командование США идентифицировали его в документах как «Спутник 24», так как Советским Союзом не было дано официальное название аппарата из-за неудачи в выведении на орбиту.